# غدير كوهي (تشارك)
غدیر کوهي (بالفارسية: غدیر کوهی) هي قرية تقع في إيران في بلدة شيبكوه. يقدر عدد سكانها بـ 213 نسمة .